# Amtsgericht Bischofsburg
Das Amtsgericht Bischofsburg war ein preußisches Amtsgericht mit Sitz in Bischofsburg, Ostpreußen.

## Geschichte
Das königlich preußische Amtsgericht Bischofsburg wurde mit Wirkung zum 1. Oktober 1879 als eines von 17 Amtsgerichten im Bezirk des Landgerichtes Bartenstein im Bezirk des Oberlandesgerichtes Königsberg gebildet. Der Sitz des Gerichtes war Bischofsburg. Sein Gerichtsbezirk umfasste aus dem Kreis Rößel den Stadtbezirk Bischofsburg und die Amtsbezirke Bössau, Raschung, Sadlowo, Stanislewo und Wengoyen. Am Gericht bestand 1888 eine Richterstelle. Das Amtsgericht war damit ein kleines Amtsgericht im Landgerichtsbezirk.
Im Jahre 1945 wurden der Amtsgerichtsbezirk unter polnische Verwaltung gestellt und die deutschen Einwohner vertrieben. Damit endete auch die Geschichte des Amtsgerichtes Bischofsburg. Unter polnischer Verwaltung entstand das Sąd Rejonowy w Biskupcu (1950–1975: Sąd Powiatowy w Biskupcu).